# Sankt Görans Grab

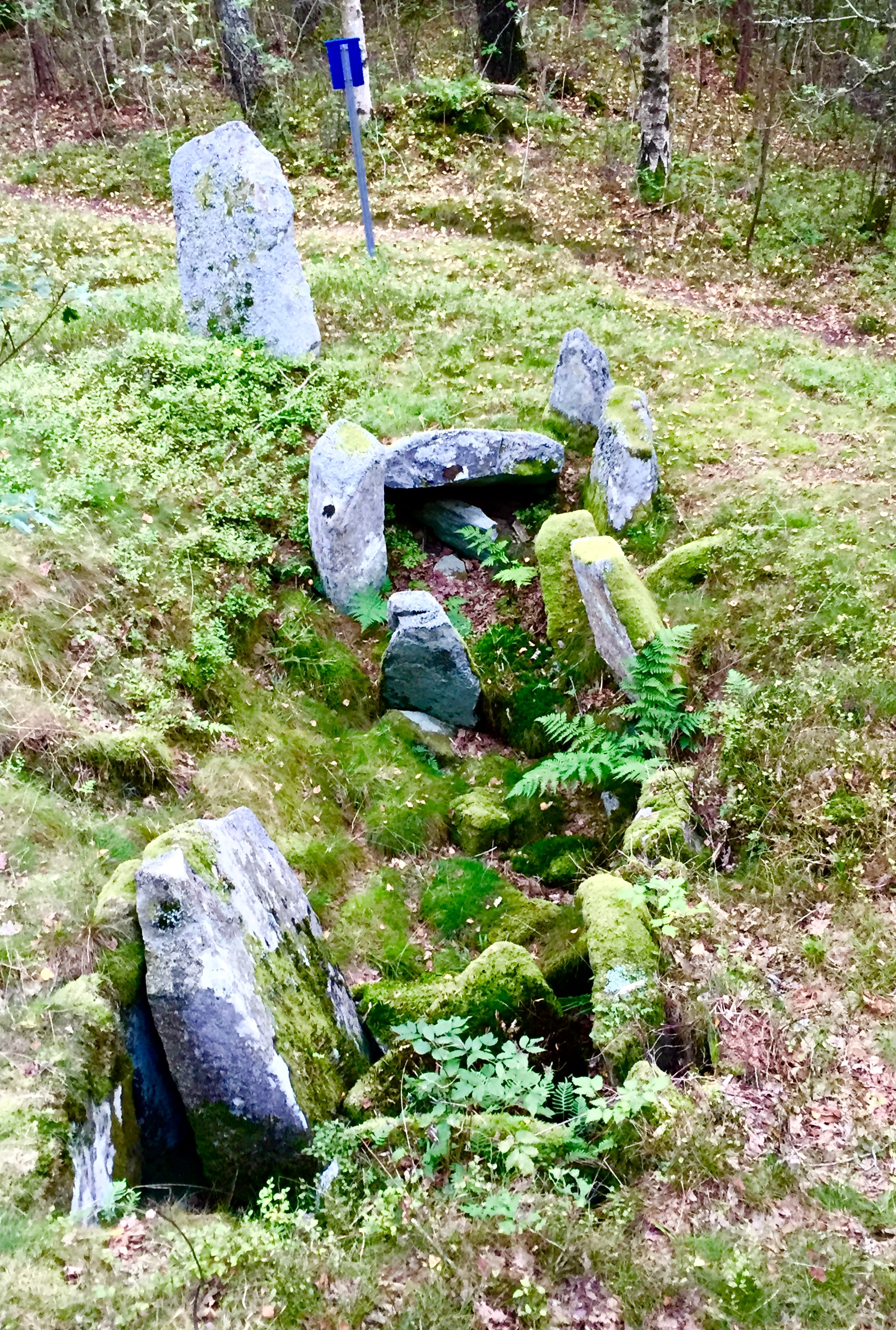
Sankt Görans Grab

Die steinzeitliche Steinkiste Sankt Görans Grab liegt an einem Pfad zwischen Larsered und dem Djupedalsväg, nördlich von Göteborg im Bohuslän in Schweden.
Ein Ende der Steinkiste liegt an einer Felswand. Mehrere Seitenplatten befinden sich in situ, aber einige sind verschwunden. Einige der umherliegenden Felsplatten sind wahrscheinlich Decksteine oder waren Teile davon. Die Steinkiste war bereits in den 1840er Jahren beschädigt, als sie Axel Emanuel Holmberg (1817–1861) in seinem Buch über Bohusläns Geschichte beschrieb. 
In der Steinkiste waren wahrscheinlich mehrere Menschen begraben. Es wurden Bernsteinperlen, Dolche und Pfeilspitzen aus Feuerstein, Schieferanhänger und zerscherbte Tontöpfe gefunden.